# Yull-Win Mak
Yull-Win Mak (* 25. August 1962 in Worms) ist ein deutscher Komponist und Musiker.

## Biografie
Yull-Win Mak ist der Sohn eines Chinesen und einer deutschen Opernsängerin. Er wurde in Gesang, Klavier, Harmonie und Komposition ausgebildet. Nachdem er 1986 seinen ersten Plattenvertrag erhalten hatte, gründete er mit The Project seine erste Band. Er arbeitete unter anderem mit Musikern wie Taylor Dayne, Chris de Burgh und dem London Symphony Orchestra zusammen. Nach der Trennung von The Project gründete er sein eigenes Musikstudio. Seitdem er 2002 mit der Komposition für eine Folge der Filmreihe Die Verbrechen des Professor Capellari als Filmkomponist debütierte, war er unter anderem für die Musik von Produktionen wie Polly Adler – Eine Frau sieht rosa, Machen wir’s auf Finnisch und Die Mutprobe verantwortlich.

## Filmografie (Auswahl)
- 1998–1999: Zugriff (Fernsehserie, 8 Folgen)
- 2002–2003: Die Verbrechen des Professor Capellari (Filmreihe, zwei Folgen)
- 2005: Polly Adler – Eine Frau sieht rosa
- 2008: Die Heilerin 2
- 2008: Machen wir’s auf Finnisch
- 2010: Die Mutprobe
- 2012: Ein Sommer in Kroatien
- 2015: Käthe Kruse